# Campeonato Sul-Americano de Corta-Mato de 1993
O 8º Campeonato Sul-Americano de Corta-Mato de 1993 foi realizado em Cali, na Colômbia, entre os dias 20 e 21 de fevereiro de 1993. Participaram da competição 89 atletas de cinco nacionalidades. Na categoria sênior masculino Valdenor Pereira dos Santos do Brasil levou o ouro, e na categoria sênior feminino Silvana Pereira do Brasil levou o ouro. Essa edição ficou marcada pela entrada da pontuação por equipe, o que contribuiu para a classificação final. 

## Medalhistas
Esses foram os campeões da competição. 
| Evento                   | Ouro                                 | Ouro  | Prata                                  | Prata | Bronze                              | Bronze |
| ------------------------ | ------------------------------------ | ----- | -------------------------------------- | ----- | ----------------------------------- | ------ |
| Individual               |                                      |       |                                        |       |                                     |        |
| Masculino sênior (12 km) | Valdenor Pereira dos Santos · Brasil | 36:33 | Silvio Guerra · Equador                | 36:37 | Vanderlei Cordeiro de Lima · Brasil | 36:40  |
| Masculino júnior (8 km)  | Elias Rodrigues Bastos · Brasil      | 25:43 | Gustavo Adolfo Silva de Paula · Brasil | 25:56 | Robson Alves · Brasil               | 25:48  |
| Masculino juvenil (4 km) | Mauricio Ladino · Colômbia           | 13:27 | Omar Aguirre · Equador                 | 13:41 | José Marín · Colômbia               | 14:10  |
| Feminino sênior (6 km)   | Silvana Pereira · Brasil             | 20:51 | Martha Tenorio · Equador               | 21:02 | Stella Castro · Colômbia            | 21:03  |
| Feminino júnior (4 km)   | Sandra Ruales · Equador              | 14:31 | Fabiana Cristine da Silva · Brasil     | 14:48 | Miriam Achote · Equador             | 14:50  |
| Feminino juvenil (4 km)  | Bertha Sánchez · Colômbia            | 14:55 | Carmen Luglia · Equador                | 15:28 | Erika Abril · Colômbia              | 15:44  |
| Equipe                   |                                      |       |                                        |       |                                     |        |
| Masculino sênior         | Brasil                               | 13    | Equador                                | 29    | Argentina                           | 47     |
| Masculino júnior         | Brasil                               | 6     | Argentina                              | 24    | Equador                             | 26     |
| Masculino juvenil        | Colômbia                             | 9     | Equador                                | 12    |                                     |        |
| Feminino sênior          | Brasil                               | 14    | Colômbia                               | 20    | Equador                             | 24     |
| Feminino júnior          | Equador                              | 11    | Brasil                                 | 18    | Colômbia                            | 39     |
| Feminino juvenil         | Colômbia                             | 10    | Equador                                | 14    |                                     |        |

## Resultados da corrida

### Masculino sênior (12 km)
Individual
| Posição           | Atleta                      | Nacionalidade | Tempo |
| ----------------- | --------------------------- | ------------- | ----- |
| Medalha de ouro   | Valdenor Pereira dos Santos | Brasil        | 36:33 |
| Medalha de prata  | Silvio Guerra               | Equador       | 36:37 |
| Medalha de bronze | Vanderlei Cordeiro de Lima  | Brasil        | 36:40 |
| 4                 | Adalberto Batista Garcia    | Brasil        | 36:43 |
| 5                 | Ronaldo da Costa            | Brasil        | 36:50 |
| 6                 | Roberto Punina              | Equador       | 36:51 |
| 7                 | Leonardo Malgor             | Argentina     | 36:54 |
| 8                 | Luíz Antônio dos Santos     | Brasil        | 36:55 |
| 9                 | Néstor Quinapanta           | Equador       | 37:14 |
| 10                | Oscar Amaya                 | Argentina     | 37:34 |
|                   | Jairo Correa                | Colômbia      | ??    |
|                   | Orlando Guerrero            | Colômbia      | ??    |
|                   | Humberto Antonio            | Colômbia      | ??    |
|                   | Libardo Briceño             | Colômbia      | ??    |
|                   | Carlos Gómez                | Colômbia      | ??    |
|                   | José Riveros                | Colômbia      | ??    |
|                   | Marcelo Cascabelo           | Argentina     | ??    |
|                   | Oscar Cortínez              | Argentina     | ??    |
|                   | Antonio Ibáñez              | Argentina     | ??    |
|                   | Néstor Jami                 | Equador       | ??    |
|                   | Franklin Tenorio            | Equador       | ??    |
|                   | Iván Acosta                 | Peru          | ??    |

Equipe
| Valdenor Pereira dos Santos | 1 |
| Vanderlei Cordeiro de Lima  | 3 |
| Adalberto Batista Garcia    | 4 |
| Ronaldo da Costa            | 5 |

| Silvio Guerra     | 2  |
| Roberto Punina    | 6  |
| Néstor Quinapanta | 9  |
| Néstor Jami       | ?? |
| Franklin Tenorio  | ?? |

| Leonardo Malgor   | 7  |
| Oscar Amaya       | 10 |
| Marcelo Cascabelo | ?? |
| Oscar Cortínez    | ?? |
| Antonio Ibáñez    | ?? |

| Jairo Correa     | ?? |
| Orlando Guerrero | ?? |
| Humberto Antonio | ?? |
| Libardo Briceño  | ?? |
| Carlos Gómez     | ?? |
| José Riveros     | ?? |

* Nota: Os atletas entre parênteses não pontuaram para o resultado da equipe.

### Masculino júnior (8 km)
Individual
| Posição           | Atleta                        | Nacionalidade | Tempo |
| ----------------- | ----------------------------- | ------------- | ----- |
| Medalha de ouro   | Elias Rodrigues Bastos        | Brasil        | 25:43 |
| Medalha de prata  | Gustavo Adolfo Silva de Paula | Brasil        | 25:56 |
| Medalha de bronze | Robson Alves                  | Brasil        | 25:48 |
| 4                 | Márcio dos Santos             | Brasil        | 25:52 |
| 5                 | Horacio Ferreira              | Argentina     | 26:00 |
| 6                 | Mariano Tarilo                | Argentina     | 26:40 |
| 7                 | Carlos Collahuazo             | Equador       | 27:19 |
| 8                 | Washington Tenorio            | Equador       | 27:33 |
| 9                 | Hugo Jiménez                  | Colômbia      | 27:44 |
| 10                | Edelberto Roa                 | Colômbia      | 28:04 |
|                   | Alexander Cuncanchun          | Colômbia      | ??    |
|                   | Julián Peralta                | Argentina     | ??    |
|                   | Guido Bustillos               | Equador       | ??    |
|                   | José Pérez                    | Equador       | ??    |
|                   | Richard Arias                 | Equador       | ??    |

Equipe
| Elias Rodrigues Bastos        | 1   |
| Gustavo Adolfo Silva de Paula | 2   |
| Robson Alves                  | 3   |
| (Márcio dos Santos)           | (4) |

| Horacio Fereryra | 5  |
| Mariano Tarilo   | 6  |
| Julián Peralta   | 13 |

| Carlos Collahuazo  | 7  |
| Washington Tenorio | 8  |
| Guido Bustillos    | ?? |
| José Pérez         | ?? |
| Richard Arias      | ?? |

| Hugo Jiménez         | 9  |
| Edelberto Roa        | 10 |
| Alexander Cuncanchun | 12 |

* Nota: Os atletas entre parênteses não pontuaram para o resultado da equipe.

### Masculino juvenil (4 km)
Individual
| Posição           | Atleta            | Nacionalidade | Tempo |
| ----------------- | ----------------- | ------------- | ----- |
| Medalha de ouro   | Mauricio Ladino   | Colômbia      | 13:27 |
| Medalha de prata  | Omar Aguirre      | Equador       | 13:41 |
| Medalha de bronze | José Marín        | Colômbia      | 14:10 |
| 4                 | Freddy Ancholuisa | Equador       | 14:17 |
| 5                 | José Giménez      | Colômbia      | 14:21 |
| 6                 | Edwin Quinataga   | Equador       | 16:14 |
| 7                 | Gonzalo Armas     | Equador       | 19:16 |

Equipe
| Mauricio Ladino | 1 |
| José Marín      | 3 |
| José Giménez    | 5 |

| Omar Aguirre      | 2   |
| Freddy Ancholuisa | 4   |
| Edwin Quinataga   | 6   |
| (Gonzalo Armas)   | (7) |

* Nota: Os atletas entre parênteses não pontuaram para o resultado da equipe.

### Feminino sênior (6 km)
Individual
| Posição           | Atleta                         | Nacionalidade | Tempo |
| ----------------- | ------------------------------ | ------------- | ----- |
| Medalha de ouro   | Silvana Pereira                | Brasil        | 20:51 |
| Medalha de prata  | Martha Tenorio                 | Equador       | 21:02 |
| Medalha de bronze | Stella Castro                  | Colômbia      | 21:03 |
| 4                 | Vilma Pailós                   | Argentina     | 21:33 |
| 5                 | Iglandini González             | Colômbia      | 21:40 |
| 6                 | Solange Cordeiro de Souza      | Brasil        | 21:50 |
| 7                 | Rita de Cassia Santos de Jesús | Brasil        | 21:56 |
| 8                 | Roseli Aparecida Machado       | Brasil        | 22:08 |
| 9                 | Teresa Paucar                  | Equador       | 22:19 |
| 10                | María Inés Rodríguez           | Argentina     | 22:27 |
|                   | Martha Orellana                | Argentina     | ??    |
|                   | Maria Arias                    | Colômbia      | ??    |
|                   | Esneda Londoño                 | Colômbia      | ??    |
|                   | Alirio Carrasco                | Colômbia      | ??    |
|                   | Fanny Vilcabamba               | Equador       | ??    |
|                   | Ximena Albán                   | Equador       | ??    |
|                   | Yolanda Quimbita               | Equador       | ??    |
|                   | Vidalina Jaime                 | Peru          | ??    |

Equipe
| Silvana Pereira                | 1   |
| Solange Cordeiro de Souza      | 6   |
| Rita de Cassia Santos de Jesús | 7   |
| (Roseli Aparecida Machado)     | (8) |

| Stella Castro      | 3  |
| Iglandini González | 5  |
| Maria Arias        | ?? |
| Esneda Londoño     | ?? |
| Alirio Carrasco    | ?? |

| Martha Tenorio   | 2  |
| Teresa Paucar    | 9  |
| Fanny Vilcabamba | ?? |
| Ximena Albán     | ?? |
| Yolanda Quimbita | ?? |

| Vilma Pailós         | 4  |
| María Inés Rodríguez | 10 |
| Martha Orellana      | 11 |

* Nota: Os atletas entre parênteses não pontuaram para o resultado da equipe.

### Feminino júnior (4 km)
Individual
| Posição           | Atleta                     | Nacionalidade | Tempo |
| ----------------- | -------------------------- | ------------- | ----- |
| Medalha de ouro   | Sandra Ruales              | Equador       | 14:31 |
| Medalha de prata  | Fabiana Cristine da Silva  | Brasil        | 14:48 |
| Medalha de bronze | Miriam Achote              | Equador       | 14:50 |
| 4                 | María Eugenia Calle        | Equador       | 15:17 |
| 5                 | Ana Silvia de Oliveira     | Brasil        | 15:22 |
| 6                 | Arina Moncayo              | Equador       | 15:36 |
| 7                 | Norma Torres               | Equador       | 15:39 |
| 8                 | Soledad Nieto              | Equador       | 15:50 |
| 9                 | Beatriz Punina             | Equador       | 15:55 |
| 10                | Sandra Torres              | Argentina     | 15:58 |
|                   | Vivian Magalhães de Aguiar | Brasil        | ??    |
|                   | Yenny Bonilla              | Colômbia      | ??    |
|                   | Angela Guerrero            | Colômbia      | ??    |
|                   | Liliana Rodríguez          | Colômbia      | ??    |
|                   | Cristina Ortegón           | Colômbia      | ??    |
|                   | Janeth Caizalitín          | Equador       | ??    |
|                   | Carmen Naranjo             | Equador       | ??    |
|                   | Bertha Vera                | Equador       | ??    |

Equipe
| Sandra Ruales       | 1   |
| Miriam Achote       | 3   |
| María Eugenia Calle | 4   |
| (Arina Moncayo)     | (6) |

| Fabiana Cristine da Silva  | 2  |
| Ana Silvia de Oliveira     | 5  |
| Vivian Magalhães de Aguiar | 11 |

| Yenny Bonilla     | ?? |
| Angela Guerrero   | ?? |
| Liliana Rodríguez | ?? |
| Cristina Ortegón  | ?? |

* Nota: Os atletas entre parênteses não pontuaram para o resultado da equipe.

### Feminino juvenil (4 km)
Individual
| Posição           | Atleta         | Nacionalidade | Tempo |
| ----------------- | -------------- | ------------- | ----- |
| Medalha de ouro   | Bertha Sánchez | Colômbia      | 14:55 |
| Medalha de prata  | Carmen Luglia  | Equador       | 15:28 |
| Medalha de bronze | Erika Abril    | Colômbia      | 15:44 |
| 4                 | Susana Trinak  | Argentina     | 15:53 |
| 5                 | María Vélez    | Equador       | 16:09 |
| 6                 | Yolanda Duchi  | Equador       | 16:39 |
| 7                 | Mayra Cayza    | Equador       | 17:12 |
| 8                 | María Chamorro | Colômbia      | 17:31 |
| 9                 | Rosa Chuqui    | Equador       | 21:08 |

Equipe
| Bertha Sánchez | 1 |
| Erika Abril    | 3 |
| María Chamorro | 8 |

| Carmen Luglia | 2   |
| María Vélez   | 5   |
| Yolanda Duchi | 6   |
| (Mayra Cayza) | (7) |
| (Rosa Chuqui) | (9) |

* Nota: Os atletas entre parênteses não pontuaram para o resultado da equipe.

## Quadro de medalhas
| Ordem | País      | Medalha de ouro | Medalha de prata | Medalha de bronze | Total |
| ----- | --------- | --------------- | ---------------- | ----------------- | ----- |
| 1     | Brasil    | 6               | 3                | 2                 | 11    |
| 2     | Colômbia  | 4               | 1                | 4                 | 9     |
| 3     | Equador   | 2               | 7                | 3                 | 12    |
| 4     | Argentina | 0               | 1                | 1                 | 2     |
|       | TOTAL     | 12              | 12               | 10                | 34    |

* Nota: O total de medalhas incluem  as competições individuais e de equipe, com medalhas na competição por equipe contando como uma medalha.

## Participação
De acordo com uma contagem não oficial, participaram 89 atletas de 5 países.
| - Argentina (13) - Brasil (16) | - Colômbia (24) - Equador (34) | - Peru (2) |